# Thelymitra bracteata
Thelymitra bracteata là một loài thực vật có hoa trong họ Lan. Loài này được J.Z.Weber ex Jeanes mô tả khoa học đầu tiên năm 2004.